# 奇蹟的女兒
《奇蹟的女兒》（英語：The Coming Through）是一部改編自楊青矗原作小說《工廠女兒圈》，由鄭文堂執導、鄭心媚編劇，金鐘獎得主温貞菱、連俞涵與孫可芳領銜主演的時代迷你劇集，於2018年6月16日在公視主頻首播，全劇平均收視率0.78。

## 製作

### 創作
《奇蹟的女兒》改編自作家楊青矗於1978年出版的小說《工廠女兒圈》，是鄭文堂繼《燦爛時光》後第二度執導公視時代劇，全劇共4集。故事背景設定在身處臺灣奇蹟階段的1970年代，以離開農村來到加工出口區工作、臺灣經濟起飛的最大功臣女工為主視角，透過她們的意識覺醒，描繪「奇蹟」背後的殘酷現實以及女工們的故事。鄭文堂於劇集中加入了「啟蒙」與「覺醒」等元素，做為主角行動的契機，藉以展現角色思考面的變化。
鄭文堂因為自身的成長背景，在閱讀《工廠女兒圈》時，對於書中描繪受輕視之工人努力奮鬥、掙錢、尋得生活尊嚴的面貌有所共鳴，因此選擇該書做為劇集的原著改編基底。雖然原著和劇集推出的年代已時隔三、四十年，但故事中提及的男女同工不同酬、職場性騷擾等議題，仍反映在現時的生活中，這亦是吸引他的另一個重要原因。鄭文堂希望能透過主角的經歷，讓觀眾回顧過往，使世代間能相互理解、交流。

### 選角
由榮獲金鐘獎肯定的三位女演員温貞菱、連俞涵與孫可芳領銜主演，温貞菱和連俞涵是繼《一把青》後再度合作，也是連俞涵第三次演出鄭文堂導演的作品。温貞菱飾演為了養家而放棄作家夢的女工陳雨鵑，連俞涵飾演追求時尚的紡織廠領班林昭免，孫可芳則飾演懷有少女浪漫情懷、個性溫順柔弱的工廠女工張淑美，為雨鵑的同鄉好友。本劇另有黃鐙輝、林哲熹、藍葦華以及蔣昀霖等男演員搭檔主演。
由於劇中大量以臺語對話，這對三位女主角而言極具考驗，也是温貞菱和連俞涵首次嘗試臺語的演出。温貞菱為了詮釋道地的臺語，經常請教導演、收音師以及藍葦華和黃鐙輝。連俞涵幾乎用盡畢生所會的臺語參加試鏡，雖然自覺表現不盡理想，但仍成功試上，她後來向臺語老師討教，並嘗試在日常生活中以臺語交流，不過她也坦承這次的演出是她NG最多次的作品。被導演稱讚具有「道地臺南腔」的孫可芳，雖然是第三次以臺語演出，但仍相當緊張，也背負不小的壓力，她坦言自己的臺語其實沒有大家想像中地那麼熟練，故經常在片場練習，亦會請教黃鐙輝。除了要說著一口流利的臺語外，演員群還需要學習如何使用縫紉機，並為此接受了長達一個月的訓練。
法國尼斯國際影展（Nice International Filmmaker Festival）影帝林哲熹首度演出電視劇，飾演外表粗獷、內心溫柔的老實人。導演是根據林哲熹的背景，將男主角設定為鹿港人，但林哲熹實際上並未在鹿港成長，因此只會簡單的臺語。為了詮釋角色，林哲熹特地回家鄉請教家人，以學習海口音，並透過觀察來揣摩憨厚性格之人的說話語速和力道，也為形塑搬運工的身材，而特別鍛鍊手、背肌肉線條。

### 拍攝
本劇於2017年9月25日開鏡，同年11月7日殺青，主場景遍布臺北地區、宜蘭縣、桃園市以及高雄市。本劇開拍後不久，由工作人員花費時間尋覓和修改的古著遭竊，其中包括主要演員的戲服和工廠女工制服等，雖然損失慘重，但並未影響拍攝進度。

### 播映
本劇原定於2018年7月首播，最終敲定在6月16日（週六）晚間9點連播2小時，隔週起於晚間10點首播，公視+則同步上線。公共電視安排本劇在2018年5月29日晚間6點，於高雄市加工出口區楠梓園區莊敬堂舉行「加工出口區特映會」，搶先播映第一集。

## 角色

### 主要角色
- 陳雨鵑（温貞菱飾演）

18歲，大隆紡織廠女工，具有文藝氣息的堅毅女性。是個富有正義感的人，但她往往在幫助他人時，傷及身邊的人。
- 林昭免（連俞涵飾演）

綽號阿免，24歲，大隆紡織廠領班，升任組長後再升任課長。是個擁有美貌優勢的女性，同時面對著家人的催婚壓力。
- 張淑美（孫可芳飾演）

18歲，大隆紡織廠女工，雨鵑的同鄉好友。對愛情有著浪漫的幻想，卻與小武情感風波受挫而辭職，之後到酒家店上班。
- 謝敏成（林哲熹飾演）

綽號阿成，24歲，大隆紡織廠的臨時工，轉正職員工後升任組長。阿免的男友，是個敦厚老實的農村青年。
- 黃文邦（黃鐙輝飾演）

35歲，大隆紡織廠經理。已婚卻好色，擁有高學歷而自視甚高，擅於巴結上司、壓榨基層工人。
- 洪主任（藍葦華飾演）

38歲，大隆紡織廠庶務課主任，是高層主管與基層員工間的潤滑劑。
- 劉志武（姚淳耀飾演）

綽號小武，25歲，大隆紡織人事課長。憑著男性魅力遊戲情場、玩弄女工，同時也在公事上進行非法勾當。

## 電視劇歌曲
| 曲序 | 曲目               |        | 作曲     | 演唱           |
| ---- | ------------------ | ------ | -------- | -------------- |
| 1.   | 人生很難（片頭曲） | 鄭宜農 | 鄭宜農   | 鄭宜農         |
| 2.   | 玉仔的心（片尾曲） | 鄭宜農 | 鄭宜農   | 連俞涵／鄭宜農 |
| 3.   | 春風歌聲（插曲）   | 周添旺 | 楊三郎   | 陳芬蘭         |
| 4.   | 孤女的願望（插曲） | 葉俊麟 | 米山正夫 | 陳芬蘭         |

## 獎項
| 年度   | 大獎         | 獎項                       | 入圍者     | 結果 |
| ------ | ------------ | -------------------------- | ---------- | ---- |
| 2019年 | 第54屆金鐘獎 | 迷你劇集獎                 | 奇蹟的女兒 | 獲獎 |
| 2019年 | 第54屆金鐘獎 | 迷你劇集／電視電影導演獎   | 鄭文堂     | 提名 |
| 2019年 | 第54屆金鐘獎 | 迷你劇集／電視電影男配角獎 | 黃鐙輝     | 獲獎 |
| 2019年 | 第54屆金鐘獎 | 迷你劇集／電視電影女配角獎 | 連俞涵     | 提名 |
| 2019年 | 第54屆金鐘獎 | 美術設計獎                 | 張軼峰     | 提名 |

## 外部連結
- 官方网站
- 奇蹟的女兒的Facebook專頁
- 互联网电影数据库（IMDb）上《奇蹟的女兒》的资料（英文）

| 马来西亚 Astro欢喜台 星期一至五 17:30 - 18:30 | 马来西亚 Astro欢喜台 星期一至五 17:30 - 18:30 | 马来西亚 Astro欢喜台 星期一至五 17:30 - 18:30 |
| --------------------------------------------- | --------------------------------------------- | --------------------------------------------- |
|                                               | 奇迹的女儿 (2021年7月15日 - 2021年7月20日)    |                                               |
| 若是一个人 (2021年7月1日－2021年7月14日）     | 无主之子 (2021年7月21日 - 2021年7月23日)      |                                               |